# دانيال حذوة
أوسكار دانيال حذوة (مواليد 28 يونيو 1967) هي مهندس معماري، وعالم اجتماع وسياسي تشيلي. وهو عضو في الحزب الشيوعي التشيلي، ويشغل حاليا منصب عمدة ريكوليتا.

## النشأة والتعليم
ولد دانيال حذوة في ريكوليتا بسانتياغو لاصحاب الأعمال الصغيرة ماغالي ديل كارمن حذوة وخوان فريز حذوة. لقد كان مبتعداً عن والده وهو مؤيد لأوغستو بينوشيه معظم حياته. حذوة هو حفيد مهاجرين مسيحيين فلسطينيين وصلوا إلى تشيلي خلال النصف الأول من القرن الماضي.
تخرج من جامعة تشيلي مع درجات في علم الاجتماع و‌العمارة. وهو حاصل على درجة الماجستير في إدارة الجودة الشاملة من الجامعة الكاثوليكية في الشمال، وعلى درجة الماجستير في التخطيط الحضري، وعلى درجة الماجستير في الإسكان الاجتماعي، كذلك من جامعة تشيلي.

## المسيرة السياسية
وقد بدأ حياته السياسية في منظمات فلسطينية مرتبطة بمنظمة التحرير الفلسطينية خلال الثمانينات. وكان رئيسا للاتحاد العام لطلبة فلسطين بين 1987 و1991 ومنسقا عاما لمنظمة الشباب الفلسطينية في أمريكا اللاتينية والكاريبى في الفترة من 1991 إلى 1993.
وانضم إلى الحزب الشيوعى التشيلي في عام 1993، بعد يوم واحد من توقيع اتفاق أوسلو الأول. وكان سكرتيرا لمديرية الطلبة الشيوعيين ومرشحا للاتحاد الطلابي بجامعة تشيلي في عام 1996.
وقد رشح نفسه للكونغرس في عامى 2001 و2005 دون جدوى. كان أيضاً مرشحاً لمنصب عمدة ريكوليتا في عام 2004 و2008 وأخيراً في عام 2012 عندما فاز بمنصب العمدة. اليوم هو عضو اللجنة المركزية للحزب الشيوعي التشيلي.

### حملة الانتخابات الرئاسية 2021
وفي منتصف عام 2020، قال إنه «مستعد تماما» ليصبح مرشحا رئاسيا للانتخابات العامة الشيلية عام 2021. وقد ظهر كمرشح رائد في إستطلاعات مختلفة.

## النقد
وكان حذوة قد أٌتهم بمعاداة السامية من قبل مركز سيمون فيزنتال، الذي وضعه في «أسوأ عشرة حوادث عالمية في عام 2020 معادية للسامية». وفي اليوم التالي، عبرت مجموعة من المثقفين اليهود علنا عن دعمهم لحذوة، وادعت أنه «من غير المتصور أن ينظر إلى الانتقادات الموجهة إلى دولة إسرائيل، التي خلقت حقيقة الفصل العنصري في الأرض المحتلة، على أنها شكل من أشكال معاداة السامية».